# Universidad de Ciencias Médicas de Guantánamo
La Universidad de Ciencias Médicas de Guantánamo (también llamada Facultad de Medicina de Guantánamo) es una universidad de medicina localizada en Guantánamo, Cuba. Fue fundada en 1979. 

## Facultades
Se encuentra dividida en cuatro facultades: 
- Medicina
- Estomatología
- Licenciatura en Enfermería
- Tecnologías de la Salud